# Бу (собака)
Бу (16 марта 2006 — 18 января 2019) — померанский шпиц, ставший интернет-мемом. У него была популярная страница в Facebook, он стал предметом четырёх фотокниг. По состоянию на март 2016 года в Facebook было собрано более 17,5 миллионов лайков. Бу принадлежал Ирен Ан, сотруднице Facebook, которая также владела старшим братом Бу, Бадди (умер 6 сентября 2017 года).

## Популярность
Бу принадлежал сотруднице Facebook из Сан-Франциско, которая создала страницу для собаки с надписью «Меня зовут Бу. Я собака. Жизнь хороша». Бу снискал популярность в октябре 2010 года после того, как певица Кеша отправила твит, что у неё появился «новый парень», со ссылкой на страницу Бу.
Издательство Chronicle Books, заметив, что в то время у Бу было 5 миллионов поклонников в Facebook, обратилось к владелице собаки с предложением написать книжку с картинками. В августе 2011 года вышла книга «Бу: жизнь самой милой собаки в мире», написанная его хозяйкой под псевдонимом Дж. Х. Ли. Книга была в конечном итоге издана на десяти языках. Затем последовала вторая книга, «Бу: маленькая собака в большом городе», а также календарь и дополнительные детские книги. Другие товары включают плюшевую игрушку производства Gund.
Бу умер во сне утром 18 января 2019 года, и владельцы объявили, что он умер от «разбитого сердца» после смерти Бадди.

## Появления в СМИ
В апреле 2012 года Бу стал предметом мистификации после того, как хештег #RIPBOO появился в Facebook. За этим последовали твиты, когда пользователь Gizmodo Сэм Биддл написал в Твиттере, что Бу умер. Позже сотрудники Chronicle Books подтвердили, что Бу жив и здоров.
В июле 2012 года Бу был назван официальным представителем по связям с животными авиакомпании Virgin America, были опубликованы его фотографии в самолёте, сопровождающие советы для людей, путешествующих с домашними животными.
Майк Исаак с ресурса All Things Digital раскрыл владельца Бу, назвав имя Ирен Ан, сотрудницы Facebook, в августе 2012 года.